# 晃州厅
晃州厅，清朝时设置的厅。

晃州厅在湖南省的位置（1820年）

嘉庆二十二年（1817年）以沅州府芷江县晃州堡地置，治所在今湖南省新晃侗族自治县东南老晃城。属湖南省。1913年废，改为晃县。 